# Hadrostethus hansoni
Hadrostethus hansoni là một loài tò vò trong họ Ichneumonidae.